# SMN1
Survival of motor neuron 1 (SMN1), også kaldt component of gems 1 eller GEMIN1, er et gen som koder for SMN proteinet i mennesker og findes på kromosom 5. SMN1 er den telomeriske kopi af genet der koder for SMN proteinet, der findes også en centromerisk kopi der hedder SMN2.
Mutationer i SMN1 giver anledning til en den arvelig sygdom spinal muskulær atrofi. Mutationer i SMN2 alene giver ikke anledning til sygdom, men mutationer i både SMN1 og SMN2 medføre embroyonal død.

## Eksterne kilder og henvisninger
1. ↑  "Sygdomme, der er genetisk associerede med SMN1 vis/rediger henvisninger på wikidata".
2. ↑  "Lægemidler, der fysisk interagerer med Survival of motor neuron 2, centromeric vis/rediger henvisninger på wikidata".
3. ↑  "Human PubMed Reference:".
4. ↑  "Mouse PubMed Reference:".
5. ↑  Lefebvre S, Bürglen L, Reboullet S, Clermont O, Burlet P, Viollet L, Benichou B, Cruaud C, Millasseau P, Zeviani M (januar 1995). "Identification and characterization of a spinal muscular atrophy-determining gene". Cell. 80 (1): 155-65. doi:10.1016/0092-8674(95)90460-3.
6. ↑  "Entrez Gene: SMN1 survival of motor neuron 1, telomeric".